# Вранешнички апостол
Вранешничкият апостол e среднобългарски книжовен паметник от ХІII век. Съхранява се в Архива на Хърватската академия на науките, сигнатура III.a.48.
Ръкописът е част от кирилски пълен апостол от втората половина на XIII век. Открит е в кичевското село Вранещица, чието име и носи, и е изпратен на хърватския книжовник Антун Миханович. Ръкописът съдържа фрагменти от Деянията на апостолите (А1:1-17:15 с две липси: А14:4-15:13, А15:37-16:35). Вранешничкият апостол е препис от архаичен оригинал, в която има следи от охридската глаголическа традиция - преди всичко в лексиката на краткоапракосните четива, а допълнителните са допълвани от оригинал, свързан с традицията на Преславската школа. Вранешничкият апостол е сред редките апостоли от първа редакция с цялостен текст. Езикът на ръкописа се отличава с едноеров правопис - употребява се единствено ь, тенденция към употреба единствено на ѧ, ограничено смесване на носовките под влияние на охридската традиция, доказателства за изговор на ѫ като у. Ръкописът е проучен и издаден от Блаже Конески.